# Cona
Cona település Olaszországban, Veneto régióban, Velence megyében Lakosainak száma 2745 fő (2023. január 1.). Cona Agna, Cavarzere, Correzzola és Chioggia községekkel határos.

## Népesség
A település népességének változása:
| Lakosok száma | 2986 | 2939 | 2745 |
|               | 2017 | 2018 | 2023 |